# فلش ماب
فلش ماب، (به انگلیسی: Flash mob) (فلش = صاعقه و مابیلیس = پویا) یک پدیده اجتماعی و جدید در رابطه با یک «قرار دسته جمعی هدفمند» به اصطلاح خودجوش است. فلش ماب به گروه شهروندانی گفته می‌شود که از طریق رسانه‌های دنیای مجازی (اینترنت، ایمیل و غیره) یا تلفن همراه یا نامه زنجیره‌ای همدیگر را خبردار کرده و در زمان معینی در مکان‌های عمومی برای انجام کارهای شگفتی‌آور، از جمله اجراء کنسرت یا آواز گروهی فی‌البداهه، آب بازی، پرفورمنس یا حتی ایجاد مزاحمت برای مردم دیگر و غیره تجمع می‌کنند. شگفتی‌آور به این خاطر که نه مکان اجراء مناسب برنامه است (مثلا کنسرت یا «جنگ بالش‌ها» در محل خرید یا بازار تره‌بار) و نه اغلب اعضای آن گروه، بجز گروه هسته‌ای، اهل آن هنر هستند. در بسیاری موارد، طی اجراء برنامه ده‌ها یا صدها شهروند رهگذر به گروه اولیه ملحق می‌شوند. درصد بزرگی از این شهروندان یکدیگر را نمی‌شناسند و ارزشی نیز برای آشنا شدن با یکدیگر قائل نمی‌شوند، مگر بر حسب اتفاق. «فلش ماب» در ابتدا حرکتی بود کاملاً غیرسیاسی و برای خوش‌گذرانی ولی امروزه برخی «گردهم‌آیی‌ها» جنبه سیاسی و/یا اقتصادی یا تبلیغاتی به خود گرفته‌اند.

## در ایران
- «جشنواره خزبازی» (به گویش جوانان: «جوات پارتی») در پارک پردیسان

تعدادی از جوان‌ها در پارک پردیسان دور هم با لباس‌های مبدل جمع شدند که برپایی این اجتماع از طریق فیس بوک انجام گرفته بود.
- آب‌بازی بوستان آب و آتش در تهران

تعدادی از جوانان تهران در تابستان سال ۱۳۹۰، به صورت مختلط و در انظار عمومی با هماهنگی از طریق فیس بوک در بوستان آب و آتش تهران آب‌بازی راه‌انداختند